# Gonomyia acus
Gonomyia acus är en tvåvingeart som beskrevs av Alexander 1936. Gonomyia acus ingår i släktet Gonomyia och familjen småharkrankar. Inga underarter finns listade i Catalogue of Life.